# Clic Clac Baby
Clic Clac Baby (bürgerlich Kacou Ezinlin; * 1. Januar 1932) ist ein ivorischer Fotograf und wohnt in Adiaké in der Elfenbeinküste. Seinen Künstlernamen hat er von einem Werbeschild mit der Aufschrift „Clic Clac Merci Kodak“. Sein erster Fotoapparat war ein Modell, das „Baby“ hieß.

## Leben und Werk
Clic Clac Baby begann 1946 mit 14 Jahren mit dem Fotografieren. Ein verwandter Fotograf führte ihn in die Grundlagen der Fotografie ein. Am 9. Februar 1954 kaufte er die „Baby“ („Agfa Clack“) und eröffnete in Adiaké ein Fotostudio. In den 1950er Jahren reiste er zwei Jahre lang mit Beamten durch den Staat und machte Fotos von den Bürgern für ihre Ausweise. 1957 eröffnete er ein zweites Fotostudio in Katiola. Dort machte er hauptsächlich Porträtfotografie. Nebenher arbeitete er als Zeitungsreporter. Geduld ist seine oberste Priorität bei allen Porträtfotografien gewesen. Sein natürlicher Belichtungsmesser ist die Farbe seines Unterarms. In den ersten Jahren schickte er seine Negative zum Entwickeln nach Frankreich, dabei gingen leider viele Negative verloren.
1996 hörte er auf zu fotografieren, da es schwierig geworden war an Filme zu kommen. Das Fotostudio in Adiaké führt heute sein Sohn Bernard. Er hat 25 Kinder von mehreren Frauen. Heute führt er eine Kneipe in einem Stundenhotel und fotografiert nur noch selten (Stand 2015).
Clic Clac Babys Arbeit war lange Zeit vergessen. 2012 stellte ihn der ivorische Designer Jean-Servais Somian dem deutschen Agenten Stefan Meisel vor. Seitdem werden seine ca. 5.000 Negative behutsam klassifiziert und archiviert, da sie ein wertvolles historisches Archiv und sein wichtiges historisches Erbe der Elfenbeinküste darstellen. Stück für Stück soll eine Auswahl von 150 Aufnahmen in limitierter Auflage veröffentlicht werden.
Zu seinen bekanntesten Fotografien gehören ein Porträt von Modibo Keïta, dem ersten Präsidenten von Mali, und ein Foto von 1971, auf dem der französische Präsident Georges Pompidou zu sehen ist.

## Ausstellungen
- Juli 2012: Erste Einzelausstellung im Goethe-Institut in der Elfenbeinküste.[1]
- Februar 2013: Shooting „alt“ für Nestle Jahrbuch 2014 – Künstlerische Leitung: Beda Achermann[1]
- August 2013: Gruppenausstellung mit Frédéric Bruly Bouabré  und Camara Demba in der Galerie „Knust x Kunz+“, München, Deutschland[1]
- April 2014: Einzelausstellung in der Galerie Koffi Yao, Abidjan[2]

## Bilder
- Bericht im Zeit-Magazin
- Ausstellungen von Clic Clac Baby (französisch)
- Clic Clac Babys Facebookseite